# Martin Martinov
Martin Martinov (em búlgaro:  Мартин Мартинов, 26 de março de 1950) é um ex-ciclista olímpico búlgaro. Representou sua nação nos Jogos Olímpicos de Verão de 1976, na prova de corrida individual em estrada.